# Saprinus impressus
Saprinus impressus är en skalbaggsart som beskrevs av J. E. Leconte 1844. Saprinus impressus ingår i släktet Saprinus och familjen stumpbaggar. Inga underarter finns listade i Catalogue of Life.